# Rolf Janshen
Rolf Janshen (* 27. Juni 1949 in Schortens) ist ein deutscher Wirtschaftsmanager. Er war geschäftsführender Vorstand der Humana Milchunion Unternehmensgruppe.
Rolf Janshen wurde 1998 als Nachfolger Heinz-Dieter Helfenbeins zum Geschäftsführer Marketing und Vertrieb für Molkereiprodukte, Eis und Käse der Humana Milchunion e.G. in Everswinkel ernannt. Danach rückte er zusammen mit Albert Große Frie zum Geschäftsführenden Vorstand der Humana Milchunion Unternehmensgruppe auf. Er verantwortete dort die Bereiche Vertrieb und Marketing. Außerdem war zusammen mit Josef Schwaiger auch Geschäftsführer des gemeinsam von der Nordmilch AG und der Humana Milchindustrie GmbH gegründeten Unternehmens Nord-Contor Milch GmbH.
Da die Humana Milchunion einer der Sponsoren des Wilhelmshavener Handball-Vereins (WHV) ist, hat er einen Sitz als Mitglied des WHV-Aufsichtsrates.
2006 übernahm Rolf Janshen das Amt des Vorsitzenden des Vorstands des Diätverbandes, (Bundesverband der Hersteller von Lebensmitteln für eine besondere Ernährung e.V).
Bis zum Rückzug der Humana Milchunion eG aus dem Milchindustrie-Verband (MIV) e.V. im Jahr 2004 leitete Janshen auch den Verbandsausschuss für Wirtschaftsfragen.